# Kornevo
Kornevo (en rus: Корнево) és un poble de l'óblast de Vladímir, a Rússia, segons el cens del 2010 tenia 24 habitants. Pertany al districte municipal de Sóbinka.